# Australian Open 1995
Die Australian Open 1995 fanden vom 16. bis 30. Januar 1995 in Melbourne statt. Es handelte sich um die 83. Auflage des Grand-Slam-Turniers in Australien.
Titelverteidiger im Einzel waren Pete Sampras bei den Herren sowie Steffi Graf bei den Damen. Im Herrendoppel waren dies Jacco Eltingh und Paul Haarhuis, im Damendoppel Gigi Fernández und Natallja Swerawa und im Mixed Larisa Neiland und Andrei Olchowski.

## Herreneinzel

### Setzliste
| Nr. | Spieler          | Erreichte Runde |
| --- | ---------------- | --------------- |
| 01. | Pete Sampras     | Finale          |
| 02. | Andre Agassi     | Sieg            |
| 03. | Boris Becker     | 1. Runde        |
| 04. | Goran Ivanišević | 1. Runde        |
| 05. | Michael Chang    | Halbfinale      |
| 06. | Stefan Edberg    | Achtelfinale    |
| 07. | Michael Stich    | 3. Runde        |
| 08. | Todd Martin      | Achtelfinale    |

| Nr. | Spieler            | Erreichte Runde |
| --- | ------------------ | --------------- |
| 09. | Jim Courier        | Viertelfinale   |
| 10. | Jewgeni Kafelnikow | Viertelfinale   |
| 11. | Wayne Ferreira     | 2. Runde        |
| 12. | Marc Rosset        | 1. Runde        |
| 13. | Andrij Medwedjew   | Viertelfinale   |
| 14. | Thomas Muster      | 3. Runde        |
| 15. | Magnus Larsson     | Achtelfinale    |
| 16. | Richard Krajicek   | 2. Runde        |

## Dameneinzel

### Setzliste
| Nr. | Spielerin               | Erreichte Runde |
| --- | ----------------------- | --------------- |
| 01. | Arantxa Sánchez Vicario | Finale          |
| 02. | Conchita Martínez       | Halbfinale      |
| 03. | Jana Novotná            | Achtelfinale    |
| 04. | Mary Pierce             | Sieg            |
| 05. | Gabriela Sabatini       | 1. Runde        |
| 06. | Lindsay Davenport       | Viertelfinale   |
| 07. | Kimiko Date             | 3. Runde        |
| 08. | Natallja Swerawa        | Viertelfinale   |

| Nr. | Spielerin          | Erreichte Runde |
| --- | ------------------ | --------------- |
| 09. | Magdalena Maleewa  | 1. Runde        |
| 10. | Anke Huber         | Achtelfinale    |
| 11. | Mary Joe Fernández | Achtelfinale    |
| 12. | Brenda Schultz     | Achtelfinale    |
| 13. | Sabine Hack        | 1. Runde        |
| 14. | Amy Frazier        | 3. Runde        |
| 15. | Lori McNeil        | 3. Runde        |
| 16. | Julie Halard       | 1. Runde        |

## Herrendoppel

### Setzliste
| Nr. | Paarung                         | Erreichte Runde |
| --- | ------------------------------- | --------------- |
| 01. | Jacco Eltingh Paul Haarhuis     | Halbfinale      |
| 02. | Mark Woodforde Todd Woodbridge  | Achtelfinale    |
| 03. | Byron Black Jonathan Stark      | 1. Runde        |
| 04. | Grant Connell Patrick Galbraith | 2. Runde        |
| 05. | Jan Apell Jonas Björkman        | 1. Runde        |
| 06. | David Adams Andrei Olchowski    | 2. Runde        |
| 07. | Nicklas Kulti Magnus Larsson    | 1. Runde        |
| 08. | Alex O’Brien Sandon Stolle      | 1. Runde        |

| Nr. | Paarung                          | Erreichte Runde |
| --- | -------------------------------- | --------------- |
| 09. | Martin Damm Karel Nováček        | 2. Runde        |
| 10. | Cyril Suk Daniel Vacek           | 2. Runde        |
| 11. | Tom Nijssen Menno Oosting        | 1. Runde        |
| 12. | Jakob Hlasek Jewgeni Kafelnikow  | Viertelfinale   |
| 13. | Jared Palmer Richey Reneberg     | Sieg            |
| 14. | Henrik Holm Sébastien Lareau     | 2. Runde        |
| 15. | Gary Muller Piet Norval          | 1. Runde        |
| 16. | Hendrik Jan Davids Jan Siemerink | 1. Runde        |

## Damendoppel

### Setzliste
| Nr. | Paarung                              | Erreichte Runde |
| --- | ------------------------------------ | --------------- |
| 01. | Gigi Fernández Natallja Swerawa      | Finale          |
| 02. | Jana Novotná Arantxa Sánchez-Vicario | Sieg            |
| 03. | Lindsay Davenport Lisa Raymond       | Halbfinale      |
| 04. | Manon Bollegraf Larisa Neiland       | Halbfinale      |
| 05. | Meredith McGrath Rennae Stubbs       | Achtelfinale    |
| 06. | Julie Halard Pam Shriver             | 2. Runde        |
| 07. | Patty Fendick Mary Joe Fernández     | Viertelfinale   |
| 08. | Lori McNeil Helena Suková            | Viertelfinale   |

| Nr. | Paarung                                  | Erreichte Runde |
| --- | ---------------------------------------- | --------------- |
| 09. | Gabriela Sabatini Brenda Schultz         | 2. Runde        |
| 10. | Jewgenija Manjukowa Leila Mes’chi        | Viertelfinale   |
| 11. | Katrina Adams Zina Garrison-Jackson      | 1. Runde        |
| 12. | Debbie Graham Shaun Stafford             | Achtelfinale    |
| 13. | Yayuk Basuki Nana Miyagi                 | 1. Runde        |
| 14. | Katerina Maleewa Natalija Medwedjewa     | 1. Runde        |
| 15. | Ginger Helgeson-Nielsen Rachel McQuillan | 1. Runde        |
| 16. | Conchita Martínez Patricia Tarabini      | Achtelfinale    |

## Mixed

### Setzliste
| Nr. | Paarung                         | Erreichte Runde |
| --- | ------------------------------- | --------------- |
| 01. | Grant Connell Lindsay Davenport | Halbfinale      |
| 02. | Andrei Olchowski Larisa Neiland | 1. Runde        |
| 03. | David Adams Lisa Raymond        | Viertelfinale   |
| 04. | Todd Woodbridge Helena Suková   | Halbfinale      |

| Nr. | Paarung                          | Erreichte Runde |
| --- | -------------------------------- | --------------- |
| 05. | Cyril Suk Gigi Fernández         | Finale          |
| 06. | Javier Sánchez Lori McNeil       | Viertelfinale   |
| 07. | Sandon Stolle Mary Joe Fernández | Viertelfinale   |
| 08. | Tom Nijssen Manon Bollegraf      | 1. Runde        |

## Junioreneinzel

### Setzliste
| Nr. | Spieler               | Erreichte Runde |
| --- | --------------------- | --------------- |
| 01. | Alejandro Hernández   | Achtelfinale    |
| 02. | Justin Gimelstob      | 1. Runde        |
| 03. | Lee Jong-min          | Finale          |
| 04. | Nicolas Kiefer        | Sieg            |
| 05. | Ryan Wolters          | Achtelfinale    |
| 06. | Fredrik Jonsson       | 1. Runde        |
| 07. | Ulrich Jasper Seetzen | Halbfinale      |
| 08. | Nicklas Timfjord      | Achtelfinale    |

| Nr. | Spieler                | Erreichte Runde |
| --- | ---------------------- | --------------- |
| 09. | Jamie Delgado          | Achtelfinale    |
| 10. | Mark Nielsen           | 1. Runde        |
| 11. | Björn Rehnquist        | Halbfinale      |
| 12. | Jan-Ralph Brandt       | 1. Runde        |
| 13. | Jean-Francois Bachelot | Viertelfinale   |
| 14. | Daniele Bracciali      | Viertelfinale   |
| 15. | Vikrant Chadha         | 2. Runde        |
| 16. | Rodolphe Cadart        | Viertelfinale   |

## Juniorinneneinzel

### Setzliste
| Nr. | Spielerin              | Erreichte Runde |
| --- | ---------------------- | --------------- |
| 01. | Yvette Basting         | Halbfinale      |
| 02. | Annabel Ellwood        | Finale          |
| 03. | Siobhan Drake-Brockman | Sieg            |
| 04. | Jeon Mi-ra             | Halbfinale      |
| 05. | Ludmila Varmužová      | Viertelfinale   |
| 06. | Trudi Musgrave         | 1. Runde        |
| 07. | Arthi Venkatesan       | Achtelfinale    |
| 08. | Tamarine Tanasugarn    | Achtelfinale    |

| Nr. | Spielerin              | Erreichte Runde |
| --- | ---------------------- | --------------- |
| 09. | Corina Morariu         | Achtelfinale    |
| 10. | Megan Miller           | 2. Runde        |
| 11. | Haruka Inoue           | Viertelfinale   |
| 12. | Katalin Marosi-Aracama | Achtelfinale    |
| 13. | Réka Vidáts            | Achtelfinale    |
| 14. | Syna Schmidle          | Achtelfinale    |
| 15. | Anita Kurimay          | 1. Runde        |
| 16. | Francesca Lubiani      | Viertelfinale   |

## Juniorendoppel

### Setzliste
| Nr. | Paarung                              | Erreichte Runde |
| --- | ------------------------------------ | --------------- |
| 01. | Jamie Delgado Alejandro Hernández    | Viertelfinale   |
| 02. | Luke Ronald O’Donn Ryan Wolters      | Halbfinale      |
| 03. | Yaoki Ishii Novak Nash               | Viertelfinale   |
| 04. | Nicolas Kiefer Ulrich Jasper Seetzen | Finale          |

| Nr. | Paarung                                 | Erreichte Runde |
| --- | --------------------------------------- | --------------- |
| 05. | Scott Clark Jiri Hobler                 | Achtelfinale    |
| 06. | Mark Nielsen Teo Susnjak                | Achtelfinale    |
| 07. | Vikrant Chadha Aditya Mehta             | Achtelfinale    |
| 08. | Daniele Bracciali Jean-Baptiste Perlant | 1. Runde        |

## Juniorinnendoppel

### Setzliste
| Nr. | Paarung                            | Erreichte Runde |
| --- | ---------------------------------- | --------------- |
| 01. | Corina Morariu Ludmila Varmužová   | Sieg            |
| 02. | Saori Obata Nami Urabe             | Finale          |
| 03. | Yvette Basting Tamarine Tanasugarn | Viertelfinale   |
| 04. | Megan Miller Arthi Venkatesan      | Viertelfinale   |

| Nr. | Paarung                               | Erreichte Runde |
| --- | ------------------------------------- | --------------- |
| 05. | Surina De Beer Katalin Marosi-Aracama | Halbfinale      |
| 06. | Futaba Kubota Weng Tzu-ting           | Achtelfinale    |
| 07. | Petra Gaspar Réka Vidáts              | Viertelfinale   |
| 08. | Jeon Mi-ra Ekaterina Roubanova        | Viertelfinale   |